# Emir Biberoğlu
Emir Biberoğlu (Amsterdam, 20 mei 2001) is een Turks-Nederlands voetballer die als middenvelder voor İskenderunspor AŞ speelt.

## Carrière
Emir Biberoğlu speelde in de jeugd van RKSV Pancratius, AFC en AZ. Hij debuteerde in het betaald voetbal voor Jong AZ op 21 september 2020, in de met 7-3 gewonnen thuiswedstrijd tegen De Graafschap. Hij kwam in de 90+1e minuut in het veld voor Zakaria Aboukhlal. Enkele weken later viel hij tegen FC Volendam in de rust in voor Richonell Margaret. De week erna, op 23 oktober 2020, maakte hij tegen FC Eindhoven zijn basisdebuut. Hij werd echter in de 59e minuut vanwege twee gele kaarten uit het veld gestuurd, waarna hij enkele maanden niet meer in actie kwam. Uiteindelijk speelde Biberoğlu tien wedstrijden voor Jong AZ. Nadat zijn contract afliep, tekende hij na een proefperiode een contract tot medio 2023 bij FC Dordrecht. Hij debuteerde voor Dordrecht op 6 augustus 2021, in de met 1-1 gelijkgespeelde thuiswedstrijd tegen Jong PSV. In deze wedstrijd gaf hij de assist op de 1-1 van Tim Hölscher. Sinds 2022 speelt hij voor het Turkse İskenderunspor AŞ, wat op het derde niveau uitkomt.

### Statistieken
| Seizoen                     | Club              | Land           | Competitie     | Competitie | Competitie | Beker | Beker | Totaal | Totaal |
| Seizoen                     | Club              | Land           | Competitie     | Wed.       | Dlp.       | Wed.  | Dlp.  | Wed.   | Dlp.   |
| --------------------------- | ----------------- | -------------- | -------------- | ---------- | ---------- | ----- | ----- | ------ | ------ |
| 2020/21                     | Jong AZ           | Nederland      | Eerste divisie | 10         | 0          | –     | –     | 10     | 0      |
| 2021/22                     | FC Dordrecht      | Nederland      | Eerste divisie | 22         | 0          | 1     | 0     | 23     | 0      |
| 2022/23                     | İskenderunspor AŞ | Turkije        | TFF 2. Lig     | 2          | 0          | 1     | 0     | 3      | 0      |
| Carrièretotaal              | Carrièretotaal    | Carrièretotaal | Carrièretotaal | 34         | 0          | 2     | 0     | 36     | 0      |
| Bijgewerkt op 12 maart 2023 |                   |                |                |            |            |       |       |        |        |